# Рентоорієнтування
Рентоорієнтування (англ. rent-seeking) — це спроба збільшити свою частку наявного багатства без створення нового. Рентоорієнтування призводить до зниження економічної ефективності через неправильний розподіл ресурсів, скорочення заможності, падіння державних доходів, посилення нерівності доходів і потенційний занепад економіки.
Спроби регуляторного захоплення з метою отримати примусову монополію можуть призвести до переваг для рентоорієнтувальників на ринку, водночас створюючи завади для їхніх конкурентів, що діють органічно. Це одна з багатьох можливих форм поведінки, спрямованої на рентоорієнтування.

## Опис
Термін рентоорієнтування був введений британським економістом XIX століття Девідом Рікардо,  але став предметом тривкого інтересу серед економістів і політологів лише понад століття потому після публікації двох впливових статей на цю тему Ґордона Таллока в 1967 році та Енн Крюґер у 1974 році. Слово «рента» не відноситься конкретно до оплати оренди, а радше до поділу доходів у Адама Сміта на прибуток, заробітну плату та ренту. Походження терміна стосується отримання контролю над землею чи іншими природними ресурсами.
Джорджистська економічна теорія описує рентоорієнтування в термінах земельної ренти, де вартість землі в основному залежить від природних ресурсів землі, а також від колективної оплати послуг, наприклад: державних шкіл, правоохоронних органів, служб порятунку тощо. Рентоорієнтування для джорджистів не стільки стосується тих осіб, які, можливо, інвестували суттєві капіталовкладення у ділянку землі, а радше тих, які лише виступають у ролі тримача права власності. Це і є лінія розмежування між рентоорієнтувальником та забудовником, які не обов'язково повинні бути однією особою.
Рентоорієнтування — це спроба отримати економічну ренту (тобто частину доходу, якою сплачується фактор виробництва понад те, що необхідно для його поточного використання) шляхом маніпулювання соціальним або політичним середовищем, у якому відбувається економічна діяльність, а не шляхом створення нової вартості. Рентоорієнтування передбачає вилучення некомпенсованої вартості без жодного внеску в продуктивність. Оскільки природа рентоорієнтування передбачає оплату фіксованих витрат, лише заможні учасники займаються цим як засобом захисту свого багатства від експропріації.
У багатьох країнах з ринковою економікою велика частина конкуренції за ренту є законною, незалежно від того, яку шкоду вона може завдати економіці. Проте деякі способи рентоорієнтування є незаконними, наприклад створення картелів або підкуп політиків.
Теоретично рентоорієнтування відрізняється від орієнтування на прибуток, при якому суб'єкти прагнуть отримати вартість, беручи участь у взаємовигідних операціях. Орієнтування на прибуток в цьому сенсі — це створення вартості, тоді як рентоорієнтування — це «паскарство» шляхом використання соціальних інститутів, таких як державна влада, для перерозподілу багатства між різними групами без створення нової вартості. У практичному контексті дохід, отриманий шляхом рентоорієнтування, може сприяти прибутку в стандартному, тобто бухгалтерському розумінні цього слова. 

### Парадокс Таллока
Парадокс Таллока — це очевидний парадокс, описаний економістом Ґордоном Таллоком, що передбачає низькі витрати на рентоорієнтування порівняно з отриманими вигодами від нього.
Парадокс полягає в тому, що рентоорієнтувальники, які бажають отримати політичний капітал, можуть підкупати політиків за ціною, значно нижчою, ніж отриманий капітал може вартувати для рентоорієнтувальника. Наприклад, рентоорієнтувальник, який сподівається отримати мільярд доларів від певної політики, може підкупити політиків, обмежившись лише десятьма мільйонами доларів, що становить приблизно 1 % від потенційного прибутку рентоорієнтувальника. Луїджі Зінгалес формулює це питанням: «Чому в політиці так мало грошей?», тому що наївна модель політичного підкупу та/або витрат на кампанію повинна призвести до того, що бенефіціари державних субсидій будуть готові витратити суму, що дорівнює вартості самих субсидій, хоча в реальності витрачається лише невелика частка.

#### Можливі пояснення
Було запропоновано кілька можливих пояснень парадоксу Таллока:
1. Виборці можуть карати політиків, які беруть великі хабарі або ведуть розкішний спосіб життя. Через це політикам складно вимагати великі суми від рентоорієнтувальників.
2. Конкуренція між різними політиками, які готові запропонувати свої послуги рентоорієнтувальникам, може знизити вартість рентоорієнтування.
3. Відсутність довіри між рентоорієнтувальниками та політиками через вроджену підступність природи такої угоди та неможливість як правового захисту, так і репутаційних стимулів для забезпечення дотримання угоди, знижує ціну, яку політики можуть вимагати за послуги.
4. Рентоорієнтувальники можуть використати невелику частину отриманої вигоди, щоб підкупити політиків, які забезпечили відповідне законодавство.

### Приклади

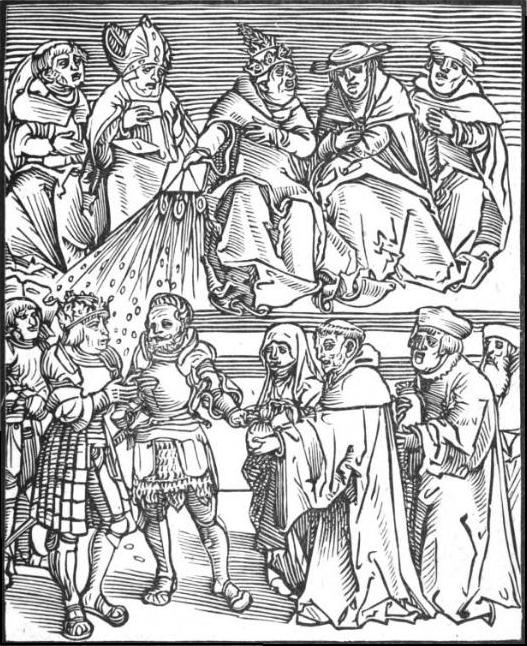
Антихрист, гравюра на дереві Лукаса Кранаха Старшого, на якій папа використовує світський вплив, щоб надати владу правителю, який робить щедрі внески католицькій церкві

Класичним прикладом рентоорієнтування, за словами Роберта Шиллера, є випадки, коли власник землі встановлює ланцюг через річку, яка протікає через його землю, а потім наймає збирача, який стягує плату за опускання ланцюга з човнів, що пропливають. Ні ланцюг, ні збирач при цьому не є елементами виробництва. Власник не покращив річку та жодним чином не створює доданої вартості, прямо чи опосередковано, окрім як для себе. Він лише шукає спосіб заробити гроші на тому, що раніше було безкоштовним.
Прикладом рентоорієнтування в сучасній економіці є витрачання грошей на лобіювання державних субсидій, щоб отримати вартість, яку вже було створено, або нав'язати правила конкурентам, щоб збільшити частку ринку. Іншим прикладом рентоорієнтування є обмеження доступу до прибуткових занять, як наприклад середньовічні гільдії або сучасні державні сертифікації та ліцензування. Відповідно до деяких лібертаріанських поглядів, ліцензування таксі є хрестоматійним прикладом рентоорієнтування. У тій мірі, в якій видача ліцензій обмежує загальну пропозицію послуг таксі (а не гарантує компетентність або якість), заборона конкуренції з боку інших транспортних засобів, що надаються в оренду, перетворює (інакше консенсусну) операцію з надання послуг таксі в примусову передачу частини гонорару з клієнтів до власників таксі.
Концепція рентоорієнтування також характерна для корупції бюрократів, які вимагають і отримують «хабар» або «ренту» за застосування своїх законних, але вибіркових повноважень для надання законних або незаконних вигод клієнтам. Наприклад, податківці можуть брати хабарі за зменшення податкового тягаря платникам податків.
Регуляторне захоплення є спорідненим терміном до змови між фірмами та урядовими установами, призначеними для їхнього регулювання, що сприймається як сприяння розширеному рентоорієнтуванню, особливо коли державна установа має покладатись на компанії щодо знань про ринок. Дослідження рентоорієнтування зосереджуються на спробах заволодіти особливими монопольними привілеями, такими як маніпулювання державним регулюванням вільної підприємницької конкуренції. Термін «монопольне рентоорієнтування» є часто використовуваним позначенням для цього конкретного типу рентоорієнтування. Приклади, які часто цитуються, включають лобі, яке просуває економічні правила, як наприклад тарифний захист, квоти, субсидії або розширення закону про авторське право. Енн Крюґер робить висновок, що «емпіричні дані свідчать про те, що вартість ренти, пов'язаної з ліцензіями на імпорт, може бути відносно високою, і було доведено, що вартість добробуту кількісних обмежень дорівнює їхнім тарифним еквівалентам плюс вартість ренти».
Рентоорієнтування через державне підприємство має форму пошуку субсидій та уникнення тарифів. Це схоже на дії фірми, яка шукає інвестиції у свою продуктивність, але при цьому створює ефект виключення для більш продуктивних фірм.
Лотта Моберґ наводить аргумент, що зони експортної обробки (ЗЕО) дозволяють урядам вибирати експортні галузі, які приносять тарифи, що спричиняє рентоорієнтування. Приклад цього стався в Латинській Америці ще в 1960-х роках, коли Хоакін Балаґер відповів на тиск з боку Сполучених Штатів щодо відкриття свого експортного ринку. У той час Сполучені Штати були значним торговим партнером з експорту цукру, надаючи іноземну допомогу та військову підтримку, що дозволило його режиму зберегтися. Хоакін Балаґер використовував ЗЕО, щоб дозволити деяким ринкам залишатися тарифікованими, одночасно заспокоюючи ринки, які стикаються з політичним тиском. Це створило несприятливе середовище для експортерів, оскільки вони отримали змогу інвестувати в рентоорієнтувальну діяльність (лобіювання), щоб отримати доступ до ЗЕО і звільнитися від податків і тарифів.
У деяких випадках рентоорієнтування може забезпечити чистий позитивний ефект для економіки. Стаття Шеннона К. Мітчелла «Вплив рентоекономії та рентоорієнтування на добробут» наводить такий приклад через свою модель рентоорієнтування, коли фірмам потрібно розширюватися, щоб отримати ренту від експорту.
Лорд Едер Тернер, колишній голова британського фінансового регулятора Управління фінансових послуг, стверджував, що інновації у фінансовій галузі часто є формою рентоорієнтування.

## Розвиток теорії
Феномен рентоорієнтування у зв'язку з монополіями вперше був офіційно визначений у 1967 році Ґордоном Таллоком .
Дослідження, проведене Світовим банком у 2013 році, показало, що стимули для політиків брати участь у рентоорієнтуванні залежать від інституційних факторів, з якими вони мають справу, причому виборні посадовці в стабільних демократіях з високим рівнем доходу найменше схильні до такої діяльності, на противагу вкоріненим бюрократам та/або їхнім колегам у молодих і квазі-демократіях.

### Критика
У 1980-х роках почала виринати критика теорії рентоорієнтування, яка поставила під сумнів двозначність «витрачених ресурсів» і надійність припущень, зроблених щодо них. Сем'юелс стверджує, що продуктивність визначається як суто фізична властивість і ігнорує права, які оточують і визначають продукт. Другий аргумент, який він наводить, полягає в тому, що теоретики рентоорієнтування ігнорують фундаментальний принцип економічної діяльності, тобто те, що ми працюємо на ринках обмежених ресурсів, і саме те, як ми використовуємо ці ресурси, стимулює попит і пропозицію, а «витрачені ресурси» відкидають наші переваги щодо розподілу цих ресурсів.
Пишучи в Огляді австрійської економіки, Ернест К. Пасур стверджує, що можуть виникнути труднощі з розрізненням між вигідним орієнтуванням на прибуток та шкідливим рентоорієнтуванням.

## Можливі наслідки
З теоретичної точки зору, моральний ризик рентоорієнтування може бути значним. Якщо «купівля» сприятливого регуляторного середовища здається дешевшою, ніж створення більш ефективного виробництва, фірма може вибрати перший варіант, отримуючи доходи, абсолютно не пов'язані з будь-яким внеском у валовий продукт чи добробут. Це призводить до неоптимального розподілу ресурсів — гроші витрачаються на лобістів і контр-лобістів, а не на дослідження та розробки, вдосконалення ділової практики, навчання працівників або на додаткові капітальні блага — що уповільнює економічне зростання. Тому твердження про те, що фірма орієнтується на ренту, часто супроводжують звинувачення в корупції в уряді або надмірному впливі особливих інтересів .
Рентоорієнтування може виявитися витратним для економічного зростання; висока рентоорієнтувальна активність стимулює більше рентоорієнтування через органічні прибутки, що починають зростати, як наслідок рентоорієнтування. Таким чином, організації віддають перевагу рентоорієнтуванню над продуктивністю. У цьому випадку можна спостерігати дуже високий рівень рентоорієнтування з дуже низьким рівнем виробництва. Рентоорієнтування може зростати за рахунок економічного зростання, оскільки рентоорієнтування з боку держави може легко зашкодити інноваціям. Зрештою, державне рентоорієнтування найбільше шкодить економіці, оскільки інновації стимулюють економічне зростання.
Урядові агенти можуть бути ініціаторами рентоорієнтування — такі агенти вимагають хабарі чи інші послуги від окремих осіб чи фірм, які отримують вигоду від існування спеціальних економічних привілеїв, що відкриває можливість експлуатації споживача. Було доведено, що рентоорієнтування бюрократією може підвищити вартість виробництва суспільних благ. Було також доведено, що рентоорієнтування представниками податкової служби може спричинити втрату доходів державної скарбниці.
Мансур Олсон простежив історичні наслідки рентоорієнтування в «Розквіті та занепаді націй». З тим як в країні все більше починають домінувати організовані групи інтересів, країна втрачає економічну життєздатність і занепадає. Олсон стверджував, що країни, у яких зазнав краху політичний режим, і групи інтересів, які об'єдналися навколо нього, можуть радикально підвищити продуктивність і збільшити національний дохід, оскільки вони починають з чистого аркушу після колапсу. Прикладом цього є Японія після Другої світової війни. Проте з часом утворюються нові коаліції, які знову сковують суспільство, щоб перерозподілити багатство та доходи на свою користь. Однак соціальні та технологічні зміни дозволили з'явитися новим підприємствам і групам.
Дослідження, проведене Лабандом і Джоном Софокліусом у 1988 році, показало, що рентоорієнтування знизило загальний дохід у США на 45 %. І Даґан, і Таллок стверджують, що визначити вартість рентоорієнтування досить важко. Рентоорієнтувальники, що фокусуються на вигодах, наданих урядом, зі свого боку витрачатимуть вартість, близьку до цієї суми виплат, щоб отримати ці вигоди, за відсутності, наприклад, обмежень колективних дій, на яких наголосив Олсон. Подібним чином, платники податків лобіюють лакуни та витрачатимуть вартість, рівну цим лакунам, знову ж таки, щоб отримати їх. Тоді загальна сума втрат від рентоорієнтування є загальною сумою від наданих державою пільг і випадків ухилення від сплати податків (оцінка пільг і ухилення від сплати податків до нуля). Даґан стверджує, що «загальні втрати від рентоорієнтування дорівнюють сумі сукупного поточного доходу плюс чистий дефіцит державного сектору».
Марк Ґрадстайн пише про рентоорієнтування стосовно надання суспільних благ і каже, що суспільні блага визначаються рентоорієнтуванням або лобістською діяльністю. Але питання полягає в тому, що є більш неефективним у розподілі: приватне забезпечення із заохочувальними стимулами чи державне забезпечення із заохоченнями для рентоорієнтування.
Політичне рентоорієнтування також може вплинути на імміграцію. Держави загального добробуту стимулюють непродуктивну міграцію та можуть продовжити поведінку минулого, як наприклад ненагромадження особистого статку та залежності від державних дотацій. З іншого боку, продуктивних мігрантів спонукають покидати рентоорієнтувальне суспільство, що ймовірно призведе до подальшого економічного спаду. Країни з низьким рівнем доходу часто є рентоорієнтувальним суспільством, яке продуктивні люди, швидше за все, прагнутимуть покинути.
Лавреат Нобелівської премії, економіст Джозеф Стіґліц стверджував, що рентоорієнтування значною мірою сприяє нерівності доходів у Сполучених Штатах через лобіювання урядової політики, яка дозволяє заможним і впливовим людям отримувати дохід не як винагороду за створення вартості, а шляхом захоплення більшої частки багатства, яке інакше було б створено без їхніх зусиль. Томас Пікетті, Еммануель Саез і Стефані Станчева проаналізували міжнародні економіки та їхні зміни податкових ставок, зробивши висновок, що велика частина нерівності доходів є результатом рентоорієнтування серед заможних платників податків.
Лабанд і Джон Софокліус припускають, що відсутність емпіричних доказів рентоорієнтування пояснюється широким розмахом діяльності з рентоорієнтування та рентоуникання. Крім того, вони припускають, що багато показників економічної ефективності, наприклад валовий внутрішній продукт, включають товари та послуги, які є частиною процесу рентоорієнтування.

## Подальше читання
- Chowdhury, Faizul Latif (2006). Corrupt Bureaucracy and Privatization of Tax Enforcement in Bangladesh. Dhaka: Pathak Shamabesh. с. 25—34. ISBN 978-984-8120-62-0.
- Ikeda, Sanford (2008). Thousand Oaks, CA: SAGE; Cato Institute. с. 422—23. ISBN 978-1412965804. {{cite encyclopedia}}: Пропущений або порожній |title= (довідка)
- Tullock, Gordon (1987). Rent seeking. The New Palgrave: A Dictionary of Economics. Т. 4. Palgrave Macmillan. с. 147—49. ISBN 978-0-333-37235-7.
- Tullock, Gordon (2005). The Rent-Seeking Society: The Selected Works of Gordon Tullock, Vol. 5.